# Erich von Keiser
Erich Karl Eugen von Keiser (* 10. Dezember 1882 in Gleiwitz, Provinz Schlesien; † 3. August 1969 in München) war ein deutscher Generalleutnant im Zweiten Weltkrieg.

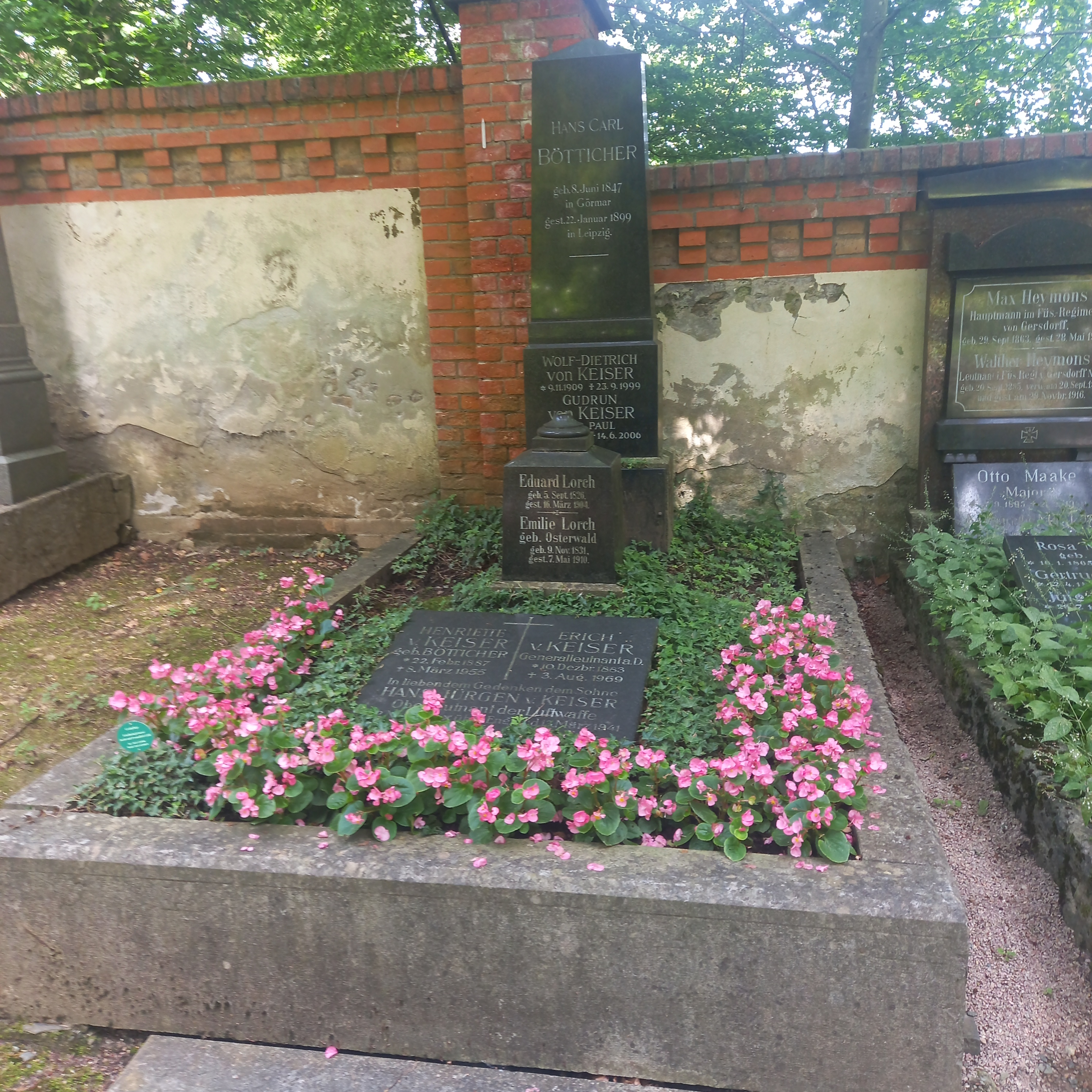
Das Grab von Erich von Keiser und seiner Ehefrau Henriette geborene Bötticher im Familiengrab auf dem Nordfriedhof in Wiesbaden

## Leben

### Herkunft
Er stammt aus dem preußischen Adelsgeschlecht von Keiser und war der Sohn des Oberstleutnants Ernst von Keiser (1846–1906) und dessen ersten Ehefrau Amalie, geborene Deul (1855–1884).

### Militärkarriere
Keiser trat am 22. März 1902 als Fähnrich in das Infanterie-Regiment „Prinz Carl“ (4. Großherzoglich Hessisches) Nr. 118 der Preußischen Armee in Worms ein und avancierte Ende Januar 1904 zum Leutnant. Mitte Juni 1911 erfolgte die Beförderung zum Oberleutnant und ab Oktober 1913 war er zur weiteren Ausbildung an die Kriegsakademie in Berlin kommandiert, die er mit Ausbruch des Ersten Weltkriegs durch die Schließung der Einrichtung vorzeitig verlassen musst. Anfang November 1914 wurde er zum Hauptmann befördert und versah während des Krieges Truppen- und Adjutanturdienst, zuletzt als Adjutant der 94. Infanterie-Division. Für sein Wirken erhielt er neben beiden Klassen des Eisernen Kreuzes das Verwundetenabzeichen in Schwarz sowie die Hessische Tapferkeitsmedaille.
Nach dem Krieg wurde er Anfang Oktober 1920 in die Reichswehr in das Infanterie-Regiment 15 übernommen, rückte ein Jahr später in den Regimentsstab auf und war ab Oktober 1923 beim Stab des Gruppenkommandos 2 in Kassel. Dort stieg Keiser im April 1925 zum Major auf und trat am 1. Februar 1928 mit der Ernennung zum Kommandeur des III. Bataillons im 18. Infanterie-Regiment in den Truppendienst zurück. Am 1. Juli 1929 wurde Keiser in die Völkerbundsabteilung Gruppe Heer (VGH) in das Reichswehrministerium nach Berlin versetzt und Anfang Februar 1930 zum Oberstleutnant befördert.
Ab Dezember 1930 war er Landeskommandant in Hessen und wurde im Oktober 1932 als Oberst Kommandant der Wachtruppen in Berlin. Den Charakter eines Generalmajors erhielt Keiser am 1. Oktober 1935, als er Kommandant der sächsischen Landeshauptstadt Dresden wurde. Am 31. Oktober 1938 wurde er im Alter von 56 Jahren aus der Wehrmacht verabschiedet.
Kurz vor dem Beginn des Zweiten Weltkrieges wurde Keiser zur Verfügung der Wehrmacht gestellt und von Ende August bis Ende Oktober 1939 erster Kommandant des rückwärtigen Armeegebiets 540 bzw. Oberfeldkommandantur 540 (Kielce). Dieses Kommando übergab er an Oberst Rudolf Pilz. Anschließend wurde er Kommandeur der Division z.b.V. 425, welche dann im Juni 1940 in die Dienststelle „Ersatztruppen 100“ überführt wurde und welche er bis zur Auflösung im August 1940 weiterführte. Von Juni 1940 bis September 1942 war er zusätzlich Kommandeur der Ausbildungs-Division 402. Im September 1940 erhielt er das Patent als Generalmajor z.V. und wurde Anfang Dezember 1941 zum Generalleutnant z.V. befördert. Von Ende September 1941 bis Mitte November 1942 war er zusätzlich Kommandeur der Kriegsgefangenen im Wehrkreis II und anschließend bis zu seiner Versetzung in die Führerreserve in der gleichen Position für den Wehrkreis III. Mitte April 1944 wurde er in die Führerreserve versetzt und Ende des Monats seine Mobilmachungsbestimmung aufgehoben.
Er lebte zuletzt in München, wo er 1969 starb und auf dem Nordfriedhof Wiesbaden beigesetzt wurde.

### Familie
Keiser verheiratete sich am 3. Oktober 1908 in Wiesbaden mit Henriette Bötticher (* 1887), mit der er die Söhne Wolf Dietrich (* 1909) und Hans Jürgen (* 1913) hatte.